# Rudolf Ullik
Rudolf Ullik (* 19. November 1900 in Wien; † 29. Juni 1996 ebenda) war ein österreichischer Arzt und Maler.

## Leben
Seine schulische Ausbildung erhielt Rudolf Ullik im Internat des Wiener Schottenstifts und im Gymnasium des Kollegium Kalksburg. Sein anschließendes Medizinstudium absolvierte er in Prag, Innsbruck und Wien, wo er 1925 zum Dr. med. promoviert wurde. Er war an verschiedenen Kliniken tätig sowie Dozent, Universitätsprofessor und Vorstand der Universitätsklinik für 
Kiefer- und Gesichtschirurgie am Allgemeinen Krankenhaus Wien. Er beschäftigte sich auch mit der Formenlehre von Zähnen. Eine Formvariante der unteren Eckzähne ist nach ihm benannt, die Ullik’sche Konkavität.
Zeitlebens war Rudolf Ullik auch künstlerisch tätig. Zunächst als Autodidakt verkehrte er schon in seiner Jugend im Kreise so berühmter Maler wie Kokoschka und Schiele in Wien oder Liebermann, Slevogt und Orlik in Berlin. Das Schaffen dieser Künstler sollte seine eigene Malweise nachhaltig beeinflussen. Nach einem Studium unter Günther Baszel an der Wiener Akademie für Angewandte Kunst folgte zehn Jahre lang der Besuch der Sommerakademie von Oskar Kokoschka in Salzburg. Mit Letzterem entwickelte sich eine langjährige Freundschaft und Ulliks Stil ist stark geprägt von den Einflüssen seines Lehrers Kokoschka; aber bspw. auch vom Stil eines Chaim Soutine bzw. von der expressionistischen Gegenständlichkeit des 20. Jahrhunderts insgesamt. Rudolf Ullik malte Landschaften, Porträts, Akte und expressionistische Metaphern.
Er war Ehrenmitglied der Gesellschaft bildender Künstler Österreichs und erhielt zahlreiche Auszeichnungen (unter anderen das Österreichische Ehrenkreuz I. Klasse für Wissenschaft und Kunst sowie den Goldenen Lorbeer des Wiener Künstlerhauses). Seine Werke wurden in Wien periodisch im Wiener Künstlerhaus ausgestellt, nebenbei gab es zahlreiche Kollektiv-Ausstellungen in ganz Europa, so in Salzburg 1960 im Rupertinum. Zudem erfolgte 1973 eine Einzelausstellung seiner Aquarellbilder und Acrylwerke in der Wiener Secession und 1980 erneut im Wiener Künstlerhaus die Werkschau Der Maler Rudolf Ullik mit Veröffentlichung eines Katalogs. Im Ausland war Rudolf Ullik u. a. in Buenos Aires, Florenz, New York und Toulouse vertreten.
Nach der Emeritierung 1971 begann er ein weiteres Studium und wurde mit einer Arbeit über Das Ministerium für Öffentliche Arbeiten im Jahre 1848. Ein Beitrag zur staatlichen Wirtschafts- und Sozialpolitik Österreichs im Jahre 1848 1975 in Wien zum Doktor der Philosophie (in der Fachrichtung österreichische Geschichte und Kunstgeschichte) promoviert.
Rudolf Ullik verstarb 95-jährig in seiner Heimatstadt Wien und wurde auf dem Grinzinger Friedhof (Gruppe 9, Reihe 3, Nummer 5) bestattet.